# Battaglia del Taro (1814)
La battaglia del Taro è uno scontro avvenuto tra il 13 ed il 15 aprile 1814, nelle fasi conclusive della Campagna d'Italia, e vide combattere gli austro-napoletani contro le forze franco-italiane per il possesso del fiume Taro, indispensabile per giungere a Piacenza. La vittoria delle forze di Murat fu ad ogni modo superflua, siccome il giorno seguente, per motivi completamente scorrelati all'esito della battaglia, il viceré d'Italia, Eugenio di Beauharnais, firmò una convenzione che pose fine alla lotta armata. 

## Contesto storico
Dopo l'esito catastrofico della Campagna di Russia, l'esercito di Bonaparte versava in pessime condizioni e le altre potenze europee approfittarono della situazione per dichiarare guerra all'odiato imperatore dei francesi. Dopo una prima fase in cui i numeri degli alleati sembravano essere sufficienti a sconfiggere le forze napoleoniche, una leva di massa contribuì ad appianare le differenze tra i due eserciti e la superiorità tattica e strategica di Napoleone sugli altri generali permise lui di iniziare a respingere le forze russe e prussiane, vincendo due sofferte battaglie di Lützen e di Bautzen. Non molto tempo dopo questa battaglia, gli austriaci, rimasti fino ad allora neutrali, si fecero promotori di un armistizio, cercando di riportare la pace in Europa, mentre segretamente cercavano di capire quale delle due fazioni avrebbe avuto la meglio sull'altra per finire la guerra sul carro dei vincitori.

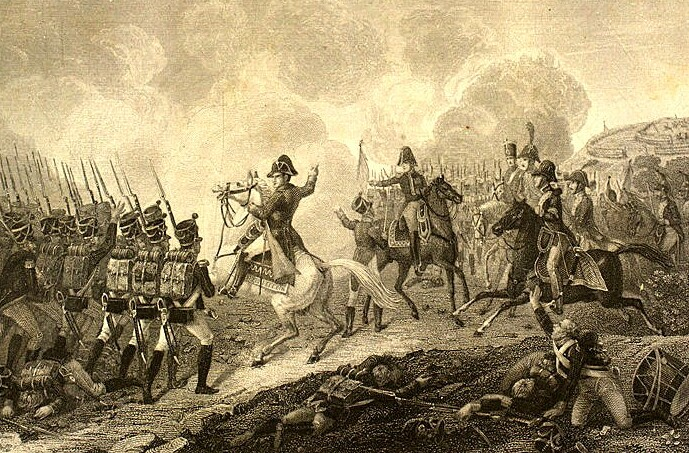
Battaglia di Lützen

Le negoziazioni non portarono ad alcun risultato concreto, specialmente a causa dell'ostinazione di Bonaparte, esitante a cedere alle richieste austriache e troppo orgoglioso per comprendere che il proprio esercito non avrebbe potuto continuare a resistere all'infinito alle forze della coalizione, più esperte, più numerose e più motivate. Al termine della tregua, l'Austria entrò in guerra a fianco delle potenze della coalizione, abbandonando l'alleanza sancita con Napoleone solo due anni prima. A causa di questa defezione, un nuovo fronte di aprì a sud, lungo i confini tra il Regno d'Italia, le Province Illiriche e l'impero asburgico stesso. L'imperatore dei francesi scelse il proprio figliastro Eugenio per condurre le operazioni militari in questo teatro.
Inizialmente all'attacco, le forze franco-italiane furono presto costrette a retrocedere in seguito alla sconfitta di Napoleone a Lipsia: la seguente defezione della Baviera aprì la possibilità di un attacco alle retrovie dell'esercito di Eugenio, forzando il viceré a compiere una ritirata strategica lungo la linea dell'Adige, sulla quale l'esercito napoleonico riuscì a mantenere una solida linea difensiva per tre lunghi mesi. Nel frattempo il maresciallo Murat, re di Napoli, sondò il terreno per cambiare fazione: insofferente alle continue intromissioni del cognato nella gestione degli affari interni del proprio regno e desiderando mantenere la propria corona, Murat accettò un accordo con l'Austria, che garantiva lui il mantenimento del trono in cambio di un'attiva partecipazione alla guerra. L'effettiva entrata dei napoletani nel conflitto si ebbe solo il 15 febbraio, pochi giorni dopo la battaglia del Mincio.

## Antefatti

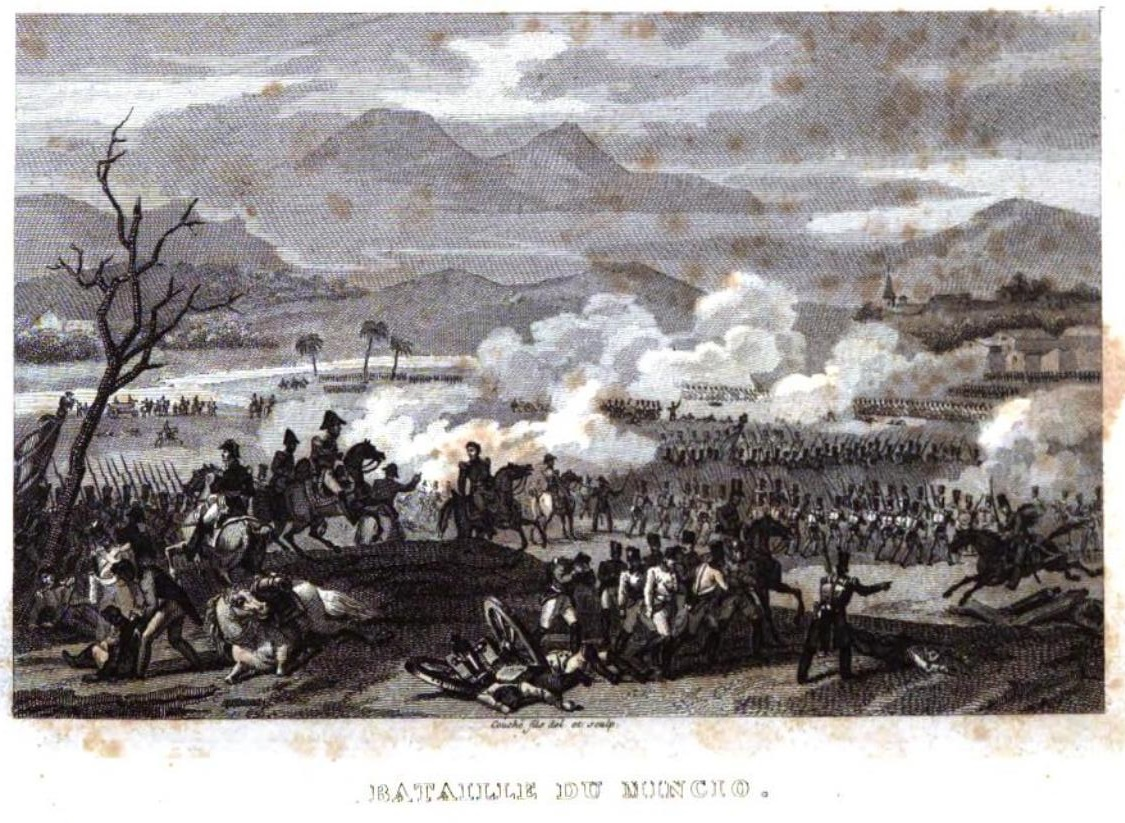
Battaglia del Mincio

Dopo l'entrata delle forze napoletane in guerra, il fronte dell'Emilia Romagna, che fino a quel momento trovava come protagonista il solo corpo di Nugent, vide l'arrivo di numerosi reparti dell'esercito di Murat. Presto, austriaci e napoletani trovarono un accordo per assegnare a Murat il comando dell'intero contingente austriaco dell'oltre Po. Inizialmente, le forze austro-napoletane si apprestarono a costruire un ponte sul fiume nei pressi di Sacca. Completata l'opera negli ultimi giorni di febbraio, un passaggio del fiume fu tentato ma le forze di Bonnemains respinsero le truppe del generale Metzko. In generale si può dire che, nonostante napoletani ed austriaci fossero alleati, ben poca fosse la fiducia reciproca e la collaborazione tra i due eserciti era quantomeno difficoltosa: in più di un'occasione, gli austriaci si mossero aspettandosi una manovra di supporto da parte dei loro alleati, non ricevendo una risposta adeguata da parte dei contingenti napoletani e viceversa. Bellegarde, nel tentativo di spronare la collaborazione di Murat, ricorse direttamente all'imperatore d'Austria, facendo scrivere una lettera di formale impegno nel riconoscere il maresciallo francese come legittimo re di Napoli. La lettera ebbe l'effetto sperato.

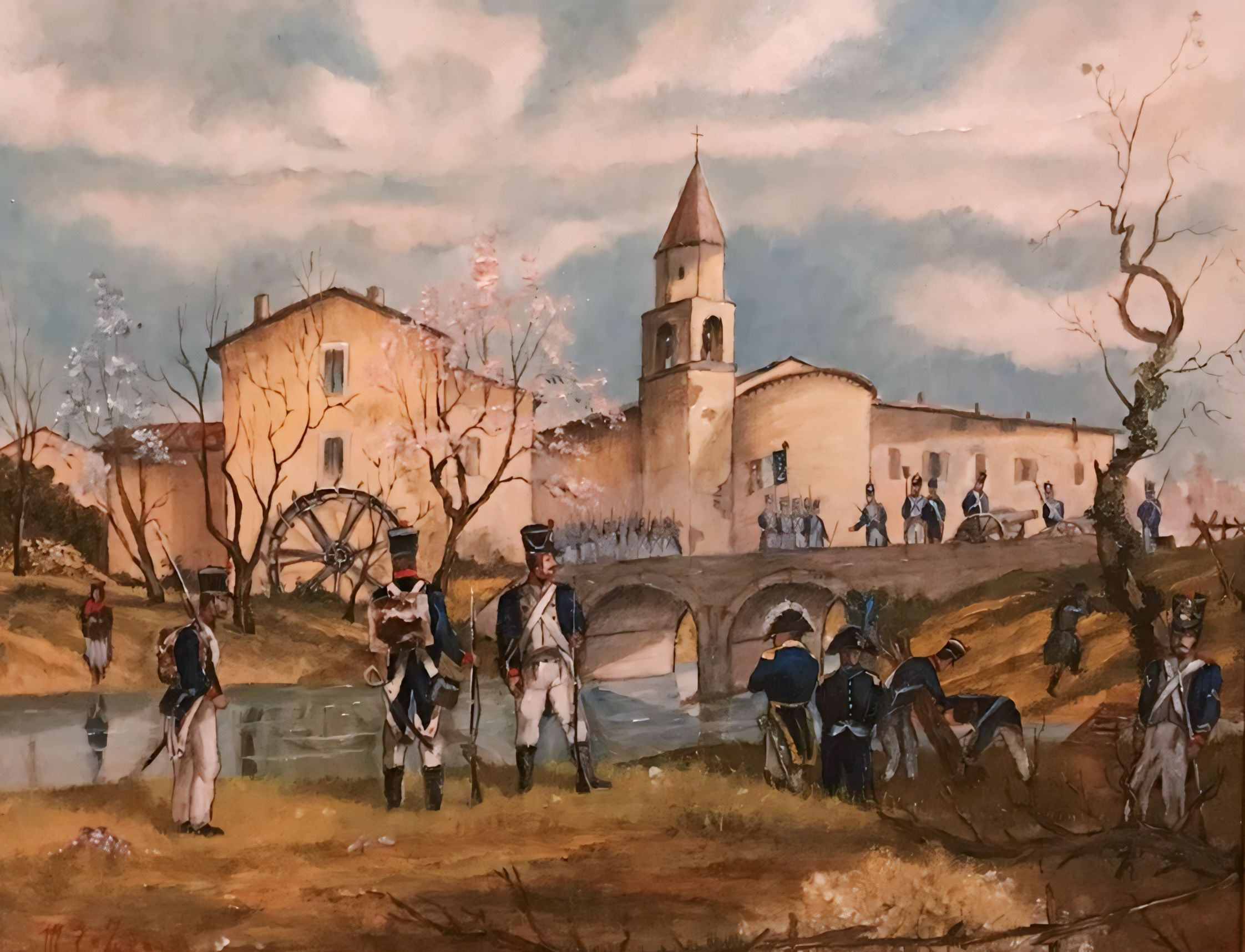
Battaglia di San Maurizio

Nei primi giorni di marzo gli austriaci di Nugent erano stati sconfitti da Grenier, che con una brillante tanto quanto azzardata manovra, li aveva cacciati da Parma, costringendoli a retrocedere prima sull'Enza e poi sul Secchia, mentre le divisioni franco-italiane si spingevano oltre alla città, occupando persino Reggio. Murat contattò il luogotenente di Bellegarde e progettò un'immediata risposta, con l'obiettivo di cacciare i francesi nelle loro precedenti posizioni. Le forze austro-napoletane attaccarono con forza i franco-italiani del generale Severoli, rimasto gravemente ferito nello scontro, il 7 marzo nei pressi di San Maurizio. La vittoria andò ai coalizzati, sebbene le decisioni azzardate di Murat li permisero ai franco-italiani di ottenere un accordo, grazie al quale poterono effettuare una ritirata ordinata sulle posizioni del Taro.
Nonostante il suo ingresso in guerra al fianco della coalizione, il comportamento di Murat rimase discutibile, per non dire completamente ambiguo: si teneva informato dell'andamento della guerra in Francia tramite il Moniteur e quando seppe del successo della manovra di Napoleone nei confronti di Blücher, rallentò le proprie operazioni militari in Emilia e considerò persino di rinunciare alla propria alleanza con l'Austria e tornare ad orbitare tra gli stati satellite della Francia. Furono persino intavolate delle trattative con Eugenio, sebbene queste fallirono a causa delle inarrivabili richieste del re di Napoli.
Fu solo quando le notizie della resa della Francia, con l'ufficializzazione del trattato di Fontainebleau che Murat si decise a rinnovare l'offensiva, proponendo agli austriaci di Nugent di attraversare il Taro, che rappresentava la linea di difesa franco-italiana a sud del Po da oltre un mese. La cosa sorprese non poco gli austriaci, alquanto stupiti dall'improvvisa volontà di Murat di attaccare dopo un lungo periodo di inattività generale. In effetti, la capitolazione di Napoleone sarebbe stata resa nota solo qualche giorno dopo e gli informatori di Murat in Francia erano riusciti a dar lui la notizia con qualche giorno d'anticipo. La posizione del Taro era in effetti molto scomoda e complicata da difendere, siccome il fiume è guadabile per quasi la sua intera lunghezza, ergo i francesi sapevano che alla prima significativa offensiva austro-napoletana sarebbero dovuti arretrare. Comunque, era loro intenzione ostacolare il passaggio delle forze nemiche sul fiume per poi ritirarsi progressivamente verso posizioni più solide.

## La battaglia

### 13 aprile: il passaggio del Taro

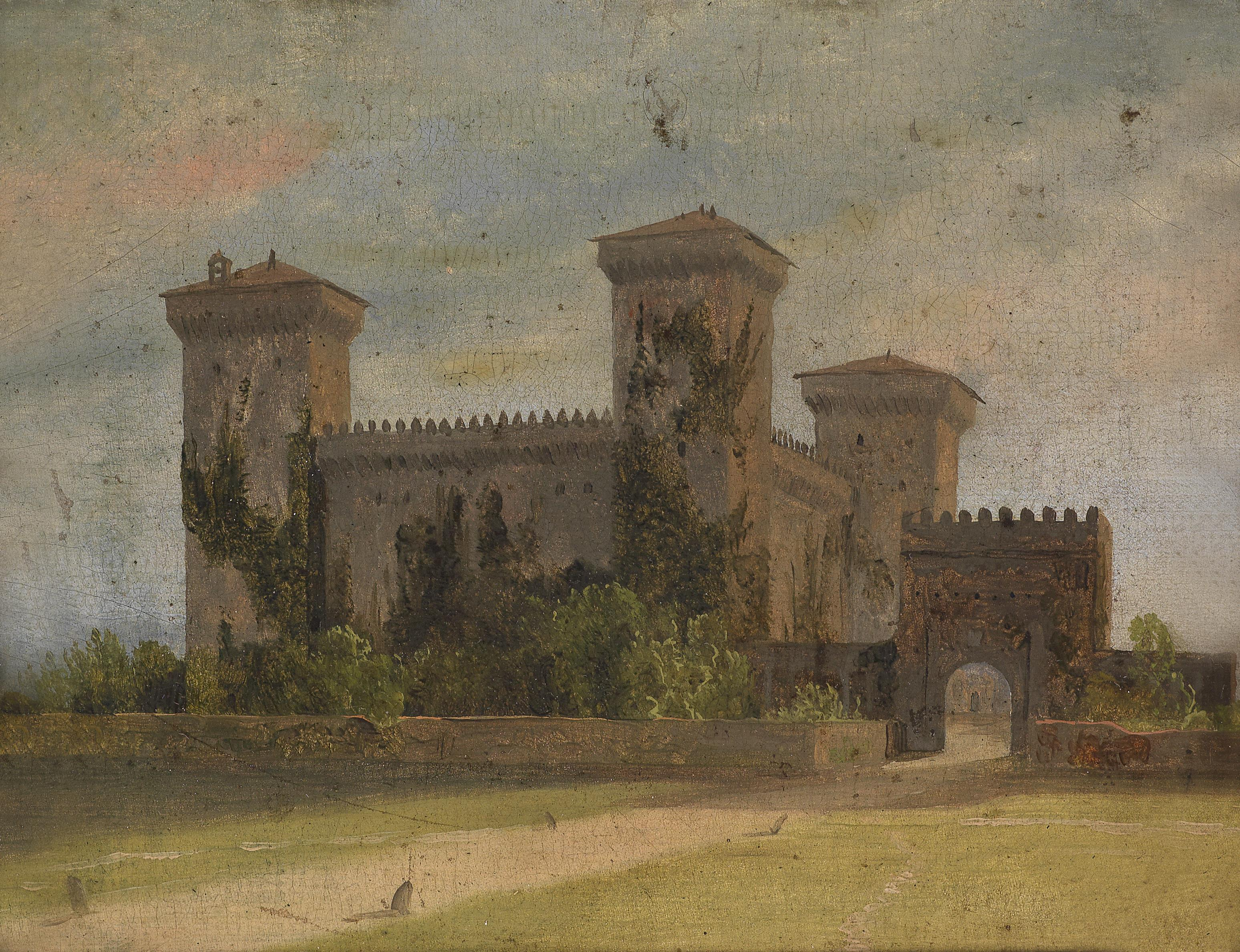
Dipinto del castello di Castelguelfo

Le forze austro-napoletane erano state concentrate a Parma il 12 aprile. La manovra era stata compiuta senza intoppi, anche se con eccessiva lentezza. Il giorno seguente l'esercito coalizzato lasciò la città. La divisione di Nugent, rafforzata da tre battaglioni ed uno squadrone di cavalleria napoletana, avanzava divisa in tre colonne: a sinistra la prima colonna era comandata dal generale Gober e avrebbe dovuto attraversare il fiume a Medesano per poi risalire in direzione di Noceto; a destra vi era la colonna del colonnello Bourguignon, che avrebbe dovuto guadare a Grugno e successivamente svoltare a sinistra verso Fontanellato per prendere Castelguelfo alle spalle, ed infine la colonna condotta dallo stesso Nugent, che doveva avanzare direttamente su Castelguelfo seguita dagli uomini del generale Carrascosa.
Dopo un breve cannoneggiamento, la colonna centrale si divise in due e tentò l'attraversamento. L'acqua arrivava sino alle spalle dei soldati e qualche militare napoletano venne trascinato via dalla corrente. Ad ogni modo, la colonna di sinistra, affidata al generale Starhemberg eseguì l'attraversamento a circa un chilometro da Ponte di Taro, giungendo per prima sull'altra sponda. Si misero immediatamente in moto verso Castelguelfo, dove riuscirono in breve tempo a costringere i franco-italiani a cessare la resistenza e darsi alla fuga. Il combattimento, breve ma intenso, consegnò nelle mani degli austriaci due compagnie di fucilieri italiani. Le truppe di Bourguignon attraversarono il fiume dopo dopo, incontrando una certa resistenza a Grugno, dove un battaglione del 106° si era posizionato prima di ritirarsi verso Borgo San Donnino. Il passaggio di Gober, invece fu relativamente tranquillo, essendo trovato di fronte solo qualche picchetto di guardia ed un piccolo gruppo di cavalleria.

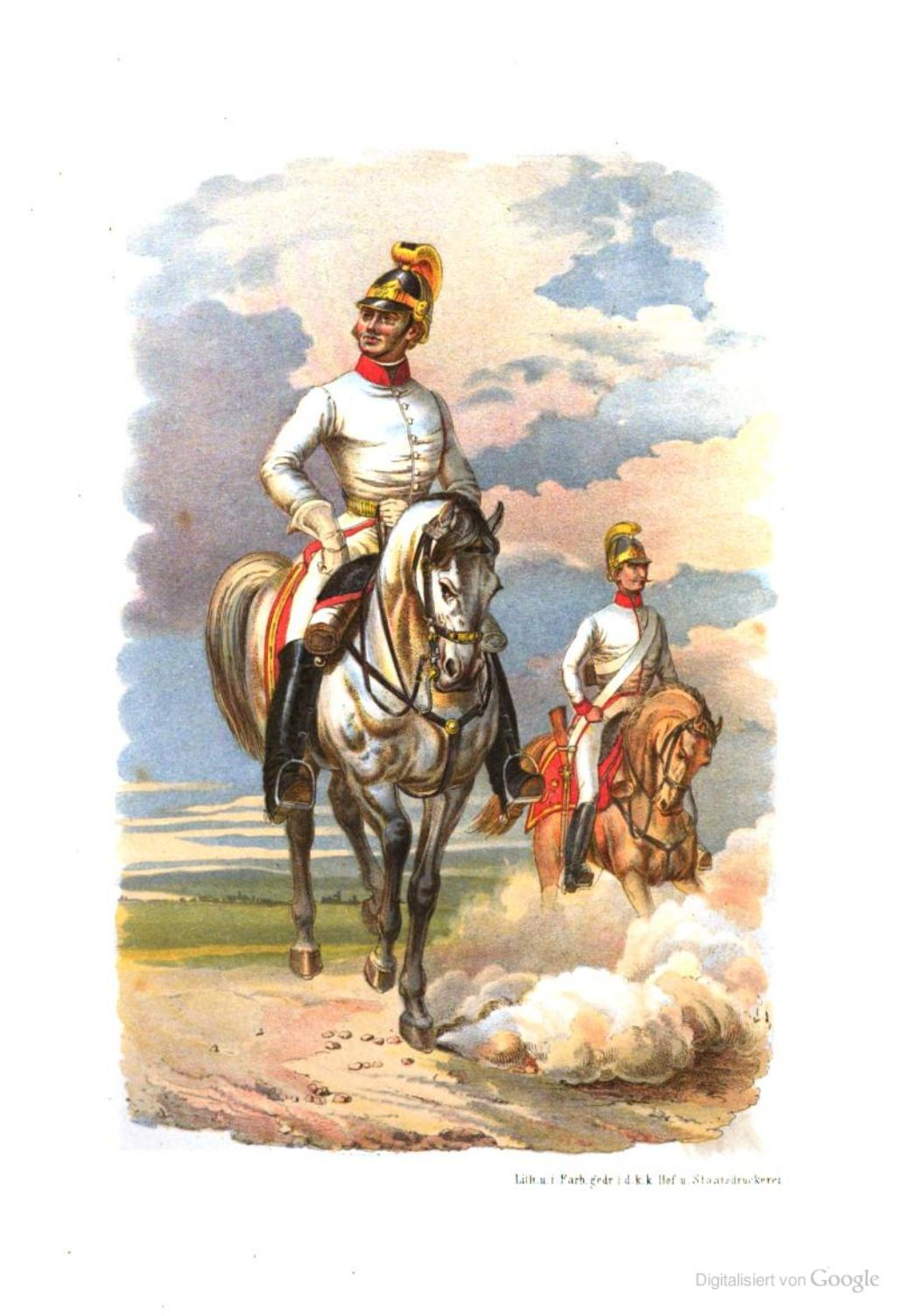
Ulani austriaci nel 1800

Una volta riunitesi a Castelguelfo, le due semicolonne centrali ripresero la marcia in avanti. L'ottimo lavoro svolto dalla cavalleria austriaca, però, non fu sufficiente a scoraggiare la resistenza accanita dei franco-italiani che metodicamente ed in perfetto ordine, arretrarono di borgo in borgo all'avanzare dei nemici. L'esercito franco-italiano si appostò prima a Parola, poi a Borgo San Donnino, passarono lo Stirone e in seguito si posizionarono ad Alseno. Solo alla fine le forze napoleoniche arretrarono a Fiorenzuola, dove si scontrarono a lungo con la colonna del comandante austriaco. Gli uomini di Nugent, affaticati dalla lunga marcia e fiaccati dalla resistenza dei loro nemici, stavano quasi per essere aggirati quando, fortunatamente per loro, la colonna di destra di Bourguignon li raggiunse, stabilizzando la situazione. Con l'arrivo delle nuove forze austriache, i franco-italiani cessarono i combattimenti, che ormai proseguivano da quasi quindici ore. Maucune, avvertito da una compagnia di cacciatori dell'arrivo della colonna di Gober fu costretto ad ordinare la ritirata oltre il Nure: la sua posizione era troppo scoperta e temeva di essere accerchiato. I suoi uomini abbandonarono la cittadina senza preoccuparsi di essere inseguiti. La sera stessa, Fiorenzuola fu occupata dagli uomini di Nugent e Carrascosa; la Guardia Reale di Murat si posizionò a Borgo San Donnino mentre gli avamposti austro-napoletani furono posizionati sull'Arda.
Le difficoltà riscontrate dagli austriaci sono in parte da addossare allo stesso Nugent: le tre colonne iniziali erano troppo distanti tra loro e, sebbene quella di Bourguignon fosse riuscita a raggiungere la colonna centrale nel momento del bisogno, quella di Gober fu rallentata dalle pessime strade ed arrivò a Fiorenzuola solo quando l'azione era da tempo conclusa.

### 14 aprile

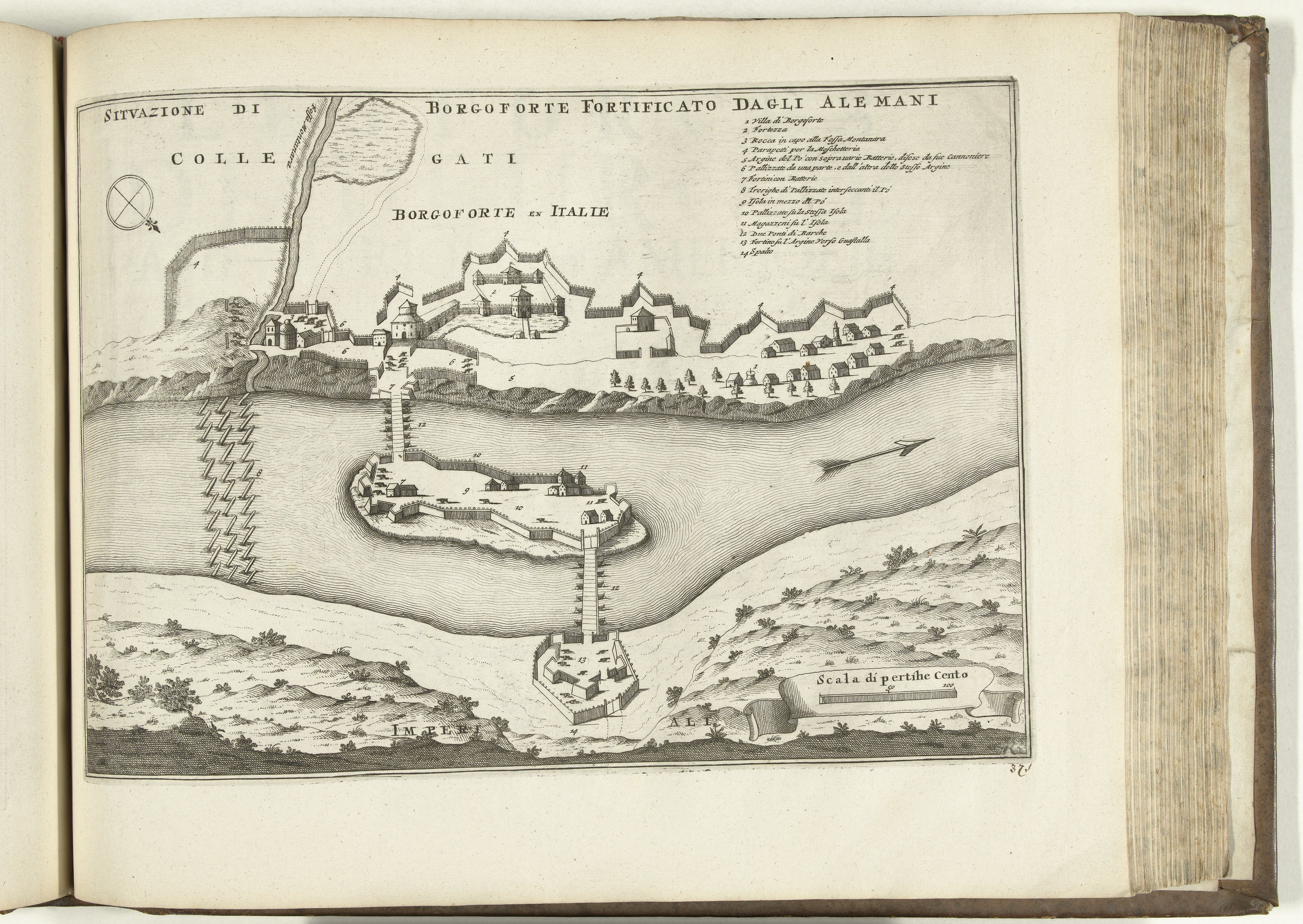
Pianta del ponte di chiatte di Borgoforte nel 1726

Per distrarre le forze francesi dall'avanzata verso Piacenza, Murat aveva ideato una manovra diversiva su Sacca: approfittando dei numeri contenuti dei francesi, aveva lasciato una colonna nelle retrovie il 13, ordinando loro di attraversare il Po. Nonostante il fuoco di artiglieria napoletano, i francesi riuscirono con successo a fermare la colonna nemica, catturando 220 soldati, tra cui 7 ufficiali, con una quarantina di caduti ed altrettanti feriti. La successiva notizia del ripiegamento di Maucune verso Piacenza venne presto accompagnata dall'ordine di cessare le attività sul Po e tornare sulla sponda destra del fiume.
Allo stesso tempo, Eugenio pensò di attaccare le retrovie di Murat facendo una sortita nei territori da lui occupati. Inviò il generale Paolucci con 11 compagnie a fare una ricognizione a Guastalla. Nonostante in zona fosse appostata la brigata del generale napoletano d'Ambrosio, le forze francesi uscite da Borgoforte riuscirono in pieno giorno ad attraversare il fiume e a compiere la loro missione, conquistando Suzzara, Begozzo e Casoni, prima di incontrare ed inseguire sei compagnie napoletane e metterle in fuga verso Guastalla, dove un battaglione napoletano le protesse. La sera, i francesi ripiegarono senza essere disturbati. Il bilancio fu di 80 tra morti, feriti e dispersi.

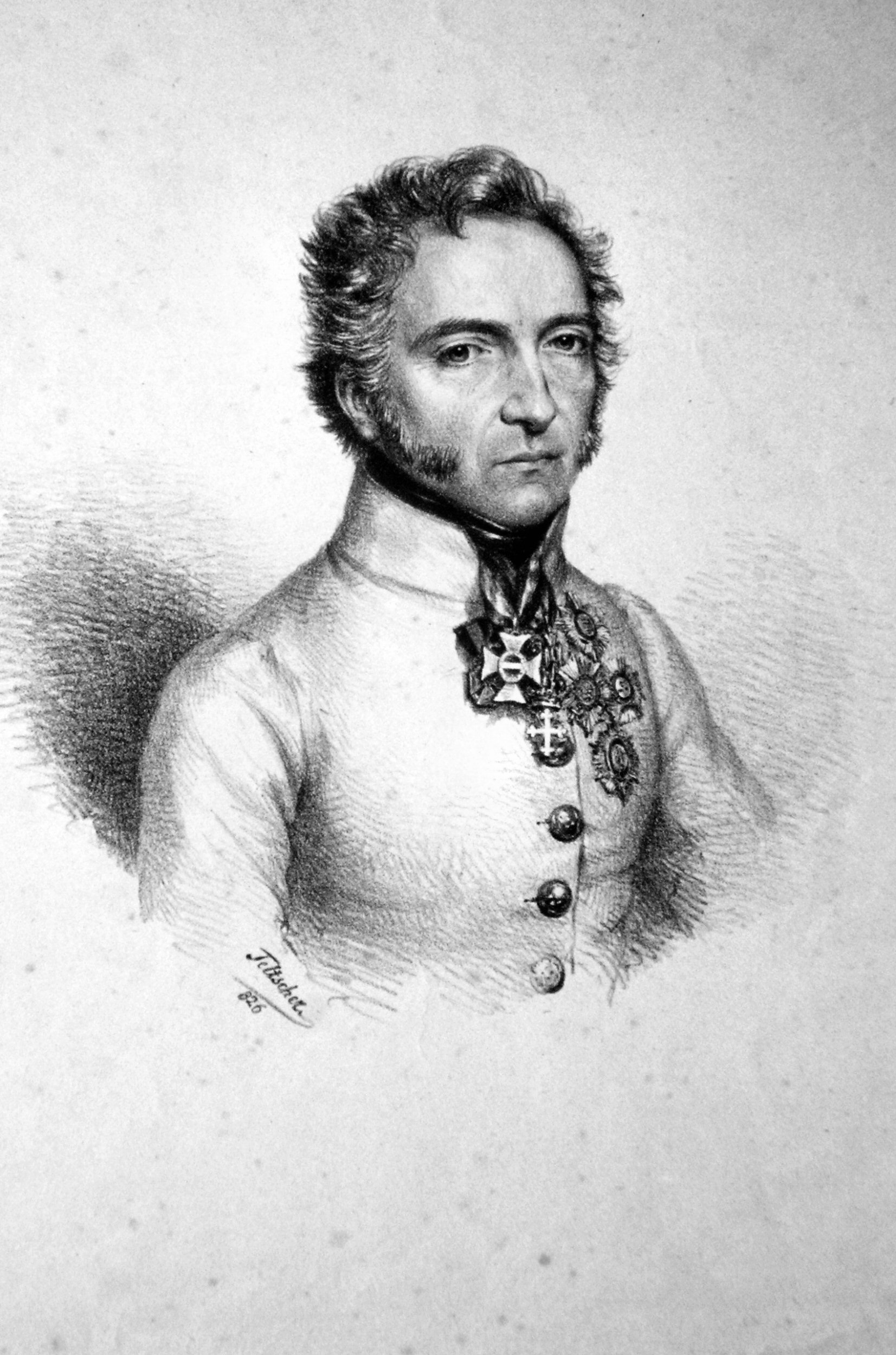
Il generale Nugent nel 1826

Mentre erano in corso i combattimenti a Sacca e nei pressi di Guastalla, gli austro-napoletani si organizzarono per proseguire l'avanzata verso Piacenza. A mezzogiorno la divisione di Nugent riprese la marcia nella stessa formazione del giorno precedente. La prima colonna al comando del colonnello Gavenda si spostò a sinistra verso San Giorgio Piacentino. Sulla destra, il tenente colonnello Bourguignon si dirigeva verso Muradello per occupare il ponte su cui passa la strada che da Cremona porta a Piacenza. Il resto delle truppe formò la colonna centrale, sotto il comando personale di Nugent, e marciò verso Pontenure, con la brigata di Starhemberg in testa, seguita a breve distanza dalla brigata di Gober che fungeva da supporto.
Il generale Maucune aveva ritirato i suoi avamposti a Cadeo e aveva preso una buona posizione sulla riva sinistra del Nure, lasciando a Pontenure solo un piccolo avamposto e a Cadeo solo poche vedette rifornite da deboli picchetti. Verso le quattro del pomeriggio, l'avanguardia della colonna centrale raggiunse Pontenure, che i francesi evacuarono quasi senza combattere. Ma non appena l'avanguardia austriaca emerse dal paese, fu affrontata dal fuoco di una batteria di sei cannoni posizionata sulla riva sinistra del fiume e da tiratori, coperti da trincee o da opere di muratura. La posizione difensiva dei francesi era ottima: accuratamente scelta, ben preparata e difficile da avvicinare. Starhemberg rinforzò immediatamente la sua avanguardia, costretta a fermarsi e a cercare riparo, con due battaglioni, uno dei quali in funzione di riserva. Dopo un'ora di scontri, i francesi passarono improvvisamente all'offensiva: un distaccamento piuttosto numeroso, attraversato il fiume poco dopo Pontenure, attaccò l'avanguardia e i due battaglioni che erano stati schierati nel vicino paese. Questi battaglioni, sotto pressione, stavano cominciando a cedere quando furono raggiunti e supportati dal battaglione di riserva. L'arrivo di nuove forze costrinse i francesi a tornare sull'altra riva del corso d'acqua.
Nel frattempo, una colonna distaccata da Nugent e guidata dal tenente colonnello Werklein, era riuscita ad attraversare il fiume e cacciare dal ponte i francesi, poi ritiratisi a Borghetto. Approfittando di questo ripiegamento, Werklein aveva subito attaccato e respinto molto indietro un battaglione francese di circa 400 uomini appostato nei pressi di Palazzo Tedeschi, incaricato di coprire l'estrema sinistra delle linee francesi. Le due colonne austriache che formavano le ali dello schieramento, non avendo trovato opposizione, erano sul punto di completare il loro movimento, quando la notte pose fine al combattimento. Nuovamente posto di fronte alla minaccia dell'accerchiamento il generale Maucune diede ordine di ripiegare su Piacenza e di prendere posizione a San Lazzaro.

### 15 aprile

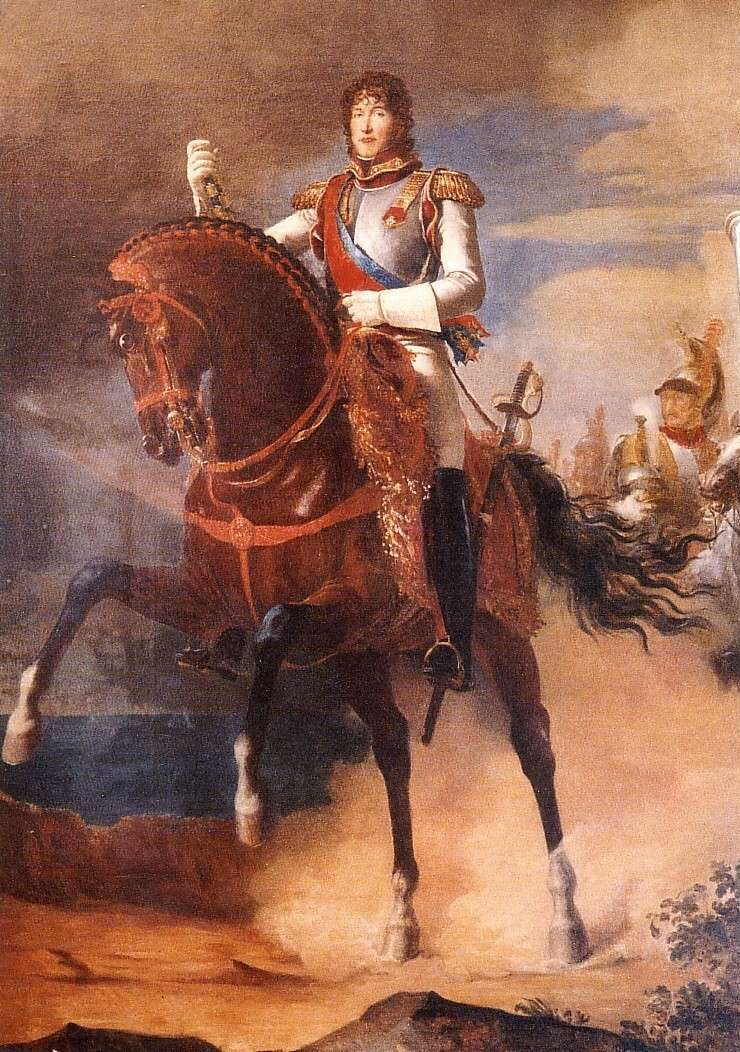
Il Re di Napoli Gioacchino Murat

La mattina del 15 aprile, il generale Nugent, eseguendo gli ordini di Bellegarde, si era incontrato con i generali Rambourg e Dedem e aveva inoltrato loro i proclami firmati e pubblicati dai membri del governo provvisorio francese. Poco dopo, il re di Napoli, diretto a raggiungere l'avanguardia di Nugent, inviò un nuovo parlamentare per informare i due generali che desiderava avere un colloquio personale con loro. Ma questo parlamentare ritornò dopo un po', portando come risposta che era stato impossibile trovare e raggiungere i due militari francesi, partiti entrambi in ricognizione: questo era un segno inequivocabile che non intendevano avviare trattative, o che quantomeno non credevano di avere l'autorità per farlo.
Tutti i movimenti dei diplomatici avevano fatto perdere così tanto tempo che solo verso le quattro del pomeriggio Murat diede l'ordine di attaccare il convento di San Lazzaro, fortemente trincerato dai francesi. Le tre colonne della divisione di Nugent avanzarono immediatamente: la colonna centrale prese dopo un combattimento abbastanza breve ma intenso il villaggio di San Lazzaro; sulla destra si mossero gli ussari Radetzky, che costrinsero i francesi ad abbandonare la pianura tra San Lazzaro e il Po, inseguendoli sino alle mura di Piacenza. La colonna di sinistra affrontò una colonna di quasi mille uomini nei pressi di Podenzano, che il colonnello Gavenda attaccò e costrinse ad evacuare il paese. Sulla sinistra, una colonna di quasi mille francesi si oppose alla marcia del colonnello Gavenda nei pressi di Podenzano: attaccati dagli austro-napoletani, i francesi evacuarono il paese. Ciononostante, la loro resistenza fu notevole anche nella fase di ritirata e Gavenda riuscì a raggiungere l'attuale Galleana e a spingersi fino alla porta di San Raimondo solo verso sera.

## Bilancio e conseguenze
Le perdite da entrambe le parti sono soggette ad ampio dibattito: nel primo giorno di scontri, il più sanguinoso, le fonti francesi attestano tra 300 e 400 le perdite per i napoleonici e tra le 800 e le 900 per gli austro-napoletani mentre le fonti austriache riportano cifre diametralmente opposte, con 300 caduti tra gli alleati e 900 perdite tra i napoleonici, di cui 400 prigionieri. Nei giorni seguenti, le perdite furono molto più contenute per entrambi gli schieramenti.
Da un punto di vista puramente militare, i francesi dovettero retrocedere ulteriormente, abbandonando la linea del Taro e del Nure, rifugiandosi a Piacenza per difendere il passaggio del Po e mantenere a bada le forze di Nugent e Murat. Nonostante la nuova favorevole posizione delle forze della coalizione, non vi fu il tempo per sfruttare l'acquisito vantaggio: il giorno seguente, udita della resa di Napoleone e della Francia stessa, Eugenio giudicò superfluo continuare la lotta armata. Investito il generale Zucchi di pieni poteri, fece firmare lui una convenzione che poneva fine alla lotta armata. Tali accordi sarebbero stati rivisti una settimana dopo quando il viceré in persona firmò una nuova convenzione a Mantova, acconsentendo all'occupazione militare della Lombardia e sancendo la fine del Regno d'Italia.